# Geologie Banabas
Die Geologie Banabas wird von einem isolierten Seamount geprägt, der dem südöstlichen Nauru-Becken aufsitzt. Als gehobenes Atoll trägt das Eiland an seiner Spitze ein Korallenriff. Banaba hatte sehr reiche Phosphatvorkommen aufzuweisen, die aber mittlerweile so gut wie erschöpft sind.

## Geologischer Rahmen

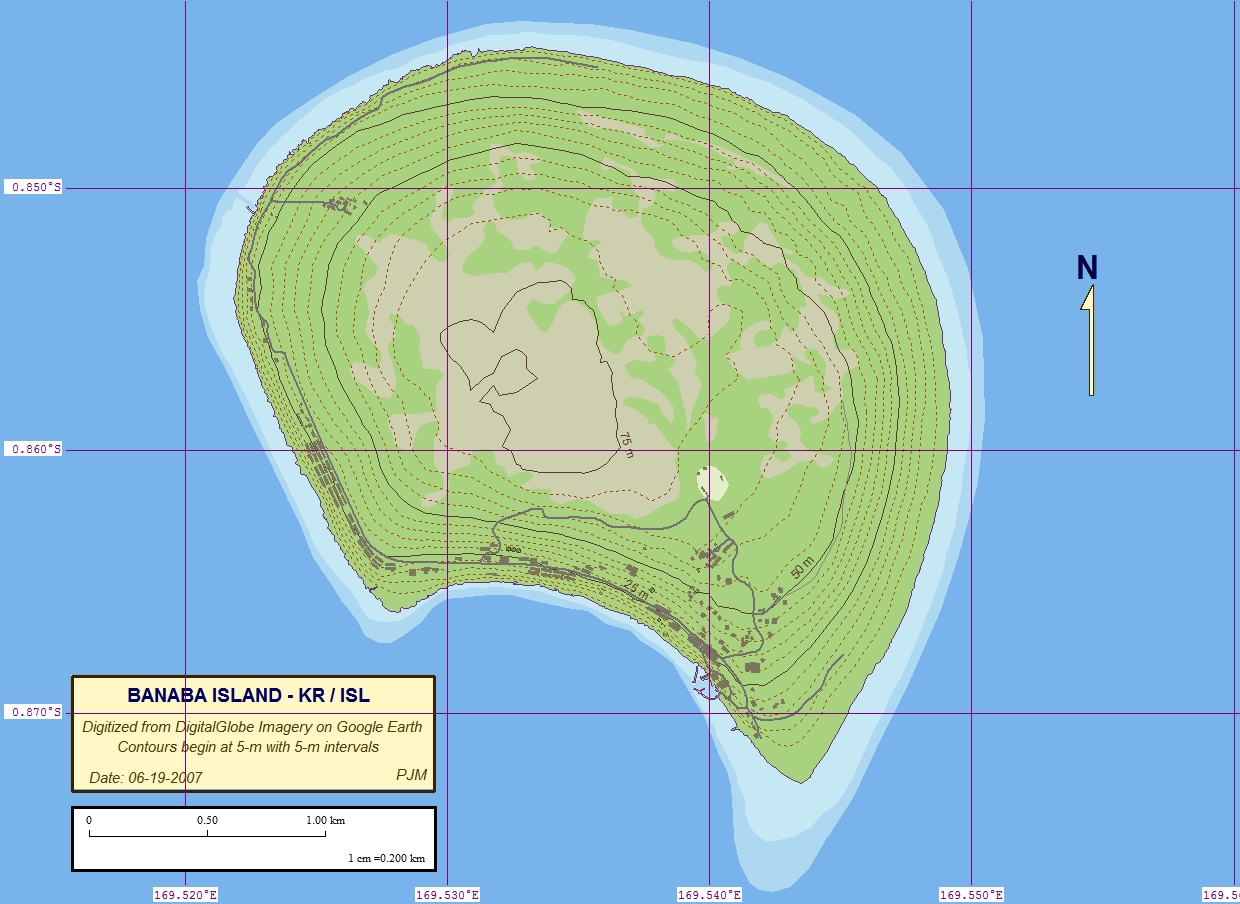
Topographische Karte von Banaba

Banaba liegt isoliert im südöstlichen Nauru-Becken und ist somit Teil des westlichen Pazifischen Ozeans. Das benachbarte Nauru befindet sich 298 Kilometer entfernt in westnordwestlicher Richtung. Bis Tarawa (Kiribati) im Nordosten sind es 440 Kilometer. 
Der Seamount fußt in rund 4500 Meter Meerestiefe. Unter ihm verläuft in Ostnordost-Richtung die magnetische Anomalie M 13, die mit 138,5 Millionen Jahren ins Valanginium datiert wird. Die Ozeanische Kruste ist hier nicht aufgeschlossen, sie wird vielmehr von insgesamt bis zu 4300 Meter mächtigen basaltischen Lavaflüssen und Gangintrusionen verdeckt. Darüber legen sich außerdem rund 500 Meter Tiefseesedimente.
Die Flutbasalte und Gangintrusionen sind MORB-ähnlich und stehen in genetischem Zusammenhang mit den benachbarten Flutbasalten des riesigen Ontong-Java-Plateaus, welche während des Aptiums gegen 120 Millionen Jahre entstanden waren. Sie sind aber keine absolut reinen MORB, sondern weisen insbesondere in ihrer Isotopenzusammensetzung geochemische Abweichungen hin zu Ozeaninselbasalten (Englisch ocean island basalt oder OIB) auf.
Nach Süden steigt der Meeresboden zum rund 300 Kilometer entfernten Ostsporn des Ontong-Java-Plateaus kräftig an, welches das Nauru-Becken im Westen und Süden umgürtet. Das Ontong-Java Plateau ist eine riesige Magmatische Großprovinz (Englisch Large Igneous Province oder abgekürzt LIP), die in nur 3000 bis 2000 Meter Wassertiefe liegt. Das Nauru-Becken wird im Norden und Osten von der Seamountkette der Marshall- und Gilbertinseln (Marshall-Gilbert-Seamount-Chain) begrenzt.

## Beschreibung
Die in etwa hufeisenförmige Insel besitzt einen Durchmesser von rund 3,5 Kilometer, misst aber in Nordost-Südwestrichtung nur 2,8 Kilometer. Ihre Oberfläche beträgt 6,29 Quadratkilometer. Ihre höchste Erhebung erreicht 81 Meter über dem Meeresspiegel. Die Insel fällt bis zur 500 Meter Isobathe generell recht steil zum Meer hin ab, um dann relativ flach unter einem Winkel von zirka 20° ins Nauru-Becken auszulaufen. So befindet sich die 2000 Meter Isobathe in 5 Kilometer Entfernung.
Als der Seamount den Meeresspiegel erreicht hatte, konnte sich auf ihm ein Riffgürtel festsetzen. Der Riffgürtel wurde seinerseits durch anschließende tektonische Bewegungen weiter angehoben. Es wird vermutet, dass die Heraushebung von Banaba auf eine Interndeformation der Pazifischen Platte zurückzuführen ist, welche durch Kollisionen am Ontong-Java-Plateau ausgelöst wurde. Folge der Anhebung waren Verkarstung, Dolomitisierung und Bildung radialer und konzentrischer Brüche im ehemaligen Atoll sowie das Anwachsen eines lebenden holozänen Riffs, das Banaba jetzt umgürtet und den Zugang zur Insel für Schiffe erschwert.

## Massenbewegungen
Die seltsame, von einer Kreisform deutlich abweichende Gestalt verdankt Banaba einem riesigen untermeerischen Erdrutsch in der Home Bay im Süden der Insel. Durch den Erdrutsch entstand ein 1000 bis 1500  Meter breites und 400 Meter tiefes untermeerisches Canyon mit sehr steilen Seitenwänden. Es ist knapp 5 Kilometer lang, streicht Nordost-Südwest und lässt sich bis zur 2000 Meter Isobathe verfolgen. Diese Massenbewegung dürfte wahrscheinlich im Holozän erfolgt sein.
Neben dem gewaltigen Erdrutsch in der Home Bay, der wahrscheinlich einen Tsunami auslöste, lassen sich noch weitere sekundäre Massenbewegungen, erkennbar an Bruchkanten, eingefurchten Rillensystemen und Sedimentwülsten, am Seamount beobachten.

## Phosphatabbau
Zusammen mit Makatea und Nauru ist Banaba eine der drei großen Phosphatinseln des Pazifiks. Seit ihrem Auftauchen wurde die Insel von Seevögeln als Nist- und Brutplatz genutzt. In Vertiefungen des Riffkalks sammelte sich ihr phosphatreicher Guano, stellenweise mehrere Meter dick. Da die Vorkommen an der Oberfläche des Riffs lagen, konnten sie im Tagebau gewonnen werden. Der Abbau begann im Jahr 1900 und wurde 1979 wegen Inrentabilität eingestellt. In diesen 80 Jahren wurden insgesamt rund 20 Millionen Tonnen Phosphat gefördert. 
Der Tagebau hat insbesondere durch die Abtragung der Bodenschicht und Entfernung der angestammten Vegetation große Umweltschäden hinterlassen.